# Chiesa di San Francesco d'Assisi (Bitonto)
La chiesa di San Francesco d'Assisi detta della Scarpa è sita ai limiti del centro cittadino di Bitonto, su piazza Minerva, dove un tempo doveva sorgere una cappella romanica dedicata a santa Maria Mater Domini.. L'ex seminario vescovile annesso alla chiesa ospita il museo diocesano della città.

## Storia

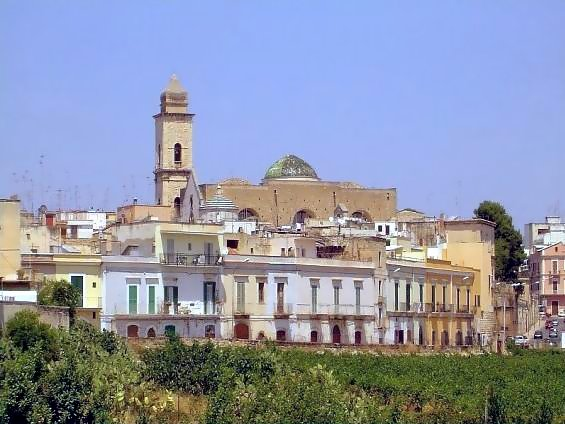
La chiesa di San Francesco d'Assisi tra le case del centro storico.

Secondo la tradizione, la chiesa è stata innalzata, come testimonianza della visita, nel 1222, di san Francesco d'Assisi con il suo confratello Luca da Bitonto, primo provinciale dei francescani in Terra santa.. La chiesa fu costruita sull'acropoli di Bitonto sulle rovine del tempio romano di Minerva.
La costruzione ebbe inizio nel 1283 sotto la direzione di Sergio Bove e con il beneplacito di Carlo d'Angiò e venne consacrata nel 1284 dal vescovo Leucio. A lui forse appartiene la lastra sepolcrale con l'effigie di vescovo successivamente diventata architrave della finestra absidale. Il tempio venne affidato ai frati francescani che vi costruirono subito un convento. Di questo è rimasto soltanto il chiostro del XV secolo che si trova inglobato nel palazzo del seminario vescovile.
La chiesa venne originariamente costruita con una navata unica, e con il tetto costituito da capriate in legno. Nei secoli seguenti vennero poi costruite delle cappelle sui due lati della chiesa ed esistono altari e tombe risalenti al XVI secolo e al rinascimento. 
Il convento adiacente, durante la battaglia di Bitonto del 1734, fu utilizzato come ospedale. Venne poi chiuso nel 1809, a seguito dell'emanazione del decreto voluto da Gioacchino Murat. Nel 1842 la chiesa subì notevoli lavori di ristrutturazione e consolidamento e l'originaria copertura dell'abside venne sostituita da una cupola. Fu restaurata nel 1993, recuperando la pavimentazione, l'altare e alcuni dipinti; è sede di attività musicali ed a breve sarà dotata di un museo diocesano di grande interesse storico ed artistico.

## Esterno

### Facciata

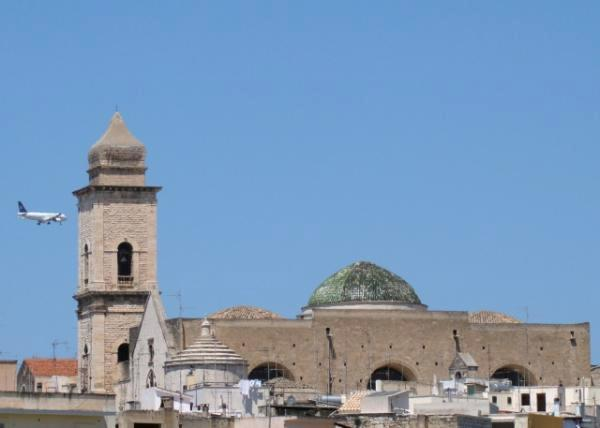
La chiesa di San Francesco La Scarpa con il campanile. Si nota la parte superiore della facciata ed il cappellone cinquecentesco.

La facciata, in stile tardo romanico, è la parte più antica della chiesa ed è anche quella meglio conservata. Essa si trova al sommo di una scalinata che ne mette in rilievo la struttura imponente. 
Ad essa sono affiancati due strutture innalzate in epoche differenti, ma facenti sempre parte dell'edificio religioso: sulla sinistra un grande cappellone cinquecentesco a forma cubica sulla quale spicca una cupola addossata alla facciata stessa. Sulla destra il campanile di epoca seicentesca. 
Il portale, che termina con un arco a sesto acuto, presenta un doppio archivolto arricchito con sculture di foglie e pigne; mentre quello superiore poggia su lesene, l'altro è sostenuto due colonnine terminanti in capitelli. Sopra il portale sono collocati stemmi della famiglia Bove, che edificò la chiesa. 
Sul registro superiore della facciata, in direzione del portale si trova una elegante trifora che conferisce un segno di levità al complesso massiccio della facciata. Essa è sorretta da colonnine ed è racchiusa in un grande arco a sesto acuto di chiara influenza francese (gotico tolosano). Più in alto ancora, sempre in direzione del portale è possibile notare una finestra del XV secolo che andò a sostituire l'antico occhio strombato.

### Campanile
Il campanile è diviso in tre sezioni e termina con una cupola piramidale a bulbo. All'ingresso della struttura è incisa la frase: SANCTUS IMMORTALIS, SANCTUS DEUS FORTIS, MISERERE NOBIS.
Le tre sezioni sovrapposte del campanile sono di notevoli dimensioni e di pianta rettangolare. Il primo cappellone a destra è arricchito con alcuni affreschi che ritraggono la Vergine col bambino e San Francesco. Altri stanno tornando alla luce grazie ai restauri. Probabilmente fanno parte dell'antica chiesetta di Santa Maria Maddalena, tutt'uno con l'attuale.

## Interno
La chiesa presenta alcuni altari del cinquecento nei quali erano inserite opere di Gaspar Hovich e Carlo Rosa, esposte presso la pinacoteca vescovile.
Il presbiterio contiene alcune sculture risalenti al tardo medioevo e verosimilmente risalenti ai tempi di costruzione della chiesa. 
La sacrestia è costituita da due ambienti risalenti al XVIII secolo ed è arredata con mobilio dell'epoca.